# Paris Inostroza
París Alonso Inostroza Budinich (Santiago del Cile, 22 settembre 1972) è uno schermidore cileno.
È il fratello dello schermidore Luciano Inostroza.

## Palmarès
In carriera ha conseguito i seguenti risultati:
- Giochi Panamericani:

Mar del Plata 1995: bronzo nella spada individuale.
Winnipeg 1999: argento nella spada a squadre.
Santo Domingo 2003: bronzo nella spada individuale.
Rio de Janeiro 2007: bronzo nella spada individuale.
- Campionati Panamericani:

2007: bronzo nella spada individuale.